# Lerma (řeka)
Lerma (španělsky Río Lerma) je řeka v centrálním Mexiku (México, Querétaro, Michoacán, Guanajuato). Je součástí nejdůležitějšího vodního systému země, který dále zahrnuje jezero Chapala a řeku Rio Grande de Santiago, jež ústí do Tichého oceánu. Délka vlastní řeky je 510 km a celého systému přibližně 1000 km. Povodí vlastní řeky má rozlohu 38 500 km² a celého systému 124 800 km².

## Průběh toku
Řeka odtéká z jezera Lerma v horském systému Toluca jihozápadně od hlavního města Ciudad de México v nadmořské výšce 2600 m. Protéká hustě osídleným územím středního Mexika Bahio. Ústí do jezera Chapala.

## Vodní režim
Zdroj vody je dešťový a režim nepravidelný. Průměrný roční průtok vody činí 80 m³/s.

## Využití
Na středním toku se nachází několik velkých přehradních nádrží (např. Salis). Voda z řeky se využívá na zavlažování a k zisku vodní energie.